# Francesc Grau i Pla
Francesc Grau i Pla   (la Garriga, 23 de desembre de 1935 - Sevilla, 20 de gener de 2020) fou un futbolista català de les dècades de 1950 i 1960.
Després de jugar al juvenil del seu poble natal, fou fitxat per l'EC Granollers, club amb el qual va arribar a jugar a Tercera Divisió. A continuació fitxà per l'amateur de l'Atlètic de Madrid, on jugà durant dues temporades. La temporada 1956-57 fitxà pel RCD Espanyol com a professional, però no gaudí de molts minuts a causa de la competència que tenia a la defensa amb homes com Agustí Faura, Antoni Argilés, Cata o Josep Parra, disputant un únic partit de lliga enfront del València CF (3-0). Acabada la temporada fitxà pel CE Sabadell a la Segona Divisió, i el 1959 marxà al Reial Betis, club on va viure els seus millors anys, amb 10 temporades al primer equip i més de 170 partits de lliga disputats.
Va morir a Sevilla el 20 de gener de 2020.